# Roko Karanušić
Roko Karanušić (Zagreb, 5 september 1982) is een voormalig Kroatisch tennisser. Karanušić debuteerde als prof in 2000 en z'n hoogtepunt was op 2 februari 2009, toen hij de 88e plaats in de ATP-ranglijst bereikte.
De Kroaat heeft tot op heden nog geen ATP-titels in de wacht gesleept. Zijn beste Grand Slam-prestaties is het bereiken van de tweede ronde; dat is hem tot nu toe viermaal gelukt.

## Prestatietabel
| Legenda | Legenda                          |
| ------- | -------------------------------- |
| g.t.    | geen toernooi gehouden           |
| l.c.    | lagere categorie                 |
| –       | niet deelgenomen                 |
| G       | uitgeschakeld in de groepsfase   |
| 1R      | uitgeschakeld in de eerste ronde |
| 2R      | uitgeschakeld in de tweede ronde |
| 3R      | uitgeschakeld in de derde ronde  |
| 4R      | uitgeschakeld in de vierde ronde |
| KF      | uitgeschakeld in de kwartfinale  |
| HF      | uitgeschakeld in de halve finale |
| F       | de finale verloren               |
| W       | het toernooi gewonnen            |
| w-v     | winst/verlies-balans             |

### Prestatietabel grand slam, enkelspel
| Toernooi        | 2003 | 2004 | 2005 | 2006 | 2007 | 2008 | 2009 |
| --------------- | ---- | ---- | ---- | ---- | ---- | ---- | ---- |
| Australian Open | –    | 1R   | 1R   | –    | –    | 1R   | 2R   |
| Roland Garros   | –    | –    | –    | 1R   | –    | 1R   | –    |
| Wimbledon       | –    | –    | 1R   | 2R   | –    | 2R   | 1R   |
| US Open         | 1R   | –    | –    | –    | –    | 2R   | –    |

### Prestatietabel grand slam, dubbelspel
| Toernooi        | 2005 |
| --------------- | ---- |
| Australian Open | 2R   |
| Roland Garros   | –    |
| Wimbledon       | –    |
| US Open         | –    |